# Глика-Нера
Глика́-Нера́ (греч. Γλυκά Νερά) — город в Греции, восточный пригород Афин. Расположен в 11 километрах к востоку от центра Афины, площади Омониас, в 3 километрах к юго-западу от Палини и в 11 километрах к северо-западу от международного аэропорта «Элефтериос Венизелос» у подножия Имитоса. Входит в общину (дим) Пеания в периферийной единице Восточной Аттике в периферии Аттике. Население 11 049 жителей по переписи 2011 года. Площадь 9,238 квадратного километра.
Рост города приходится на 1980-е годы. Одна из частей города находится вокруг холма Фуреси (Φούρεσι), город постепенно растёт в сторону Пеании (район Михули Μιχούλι). В городе находится церковь Ипсоси-Тимиу-Ставру (Воздвижения Креста Господня), которая является местной достопримечательностью.
Название город получил от греч. γλυκό νερό — «свежая вода», от особенно свежей воды, найденной в одном из колодцев.
Раскопки холма Фуреси показали, что место было заселено с древнейших времен.

## Транспорт
По северной окраине Глика-Неры проходит проспект Маратонас (Λεωφόρος Μαραθώνος), часть национальной дороги 54, соединяющий Афины и Рафину. Автострада 6, соединяющая Элефсис и Коропион, проходит восточнее Глика-Неры. Через город проходит автострада 64.
По восточной окраине Глика-Неры проходит проспект Лавриу (Λεωφόρος Λαυρίου), часть национальной дороги 89, соединяющий Глика-Неру и Като-Сунион на мысе Сунион.
Севернее и восточнее города находятся станции «Дукисис-Плакендиас», «Палини» и «Пеания-Кандза», через которые проходят поезда железнодорожной линии «Аэродром» — «Патры» (аэропорт «Элефтериос Венизелос» — Патры) и Линии 3 (синей ветки) Афинского метрополитена.

Административное деление общины Пеания:
1 — Глика-Нера
2 — Пеания

## Население
| Год  | Население, человек |
| ---- | ------------------ |
| 1991 | 5753               |
| 2001 | 6770               |
| 2011 | ↗ 11 049           |